# Big Stick n.º 141
Big Stick n.º 141 es un municipio rural canadiense situado en la provincia de Saskatchewan.

## Superficie
Big Stick n.º 141 tiene una superficie de 831,87 km².

## Demografía
En 2021, tenía 148 habitantes, una densidad poblacional de 0,2 hab./km², y 68 viviendas.